# Leons Paegle
Leons Paegle (ur. 10 czerwca 1890 w Vidrižu, zm. 28 stycznia 1926 w Rydze) – łotewski poeta, dramaturg i działacz rewolucyjny.
Pisał dramaty psychologiczne o tematyce społecznej, akcentujące romantyzm walki rewolucyjnej. Jego ważniejsze dzieła to Dievi un cilvēki (Bogowie i ludzie, 1914), Augšāmcelšanās (Zmartwychwstanie, 1919). Jest również autorem zbiorów liryki społecznej, m.in. Karogi (Sztandary, 1922), Cietumi nelīdz (Więzienia nie pomogą, 1923), opowiadań i powieści - Izpostītie (Burzenie, 1926). Tłumaczył m.in. twórczość Aleksandra Błoka.